# Pinanti is Pinanti
Pinanti is pinanti was een onderdeel van Studio 1 op zondag, een voetbalprogramma in Vlaanderen. Daarin praat sportjournalist Frank Raes met kenners en actuele gasten over het afgelopen voetbalweekend. Studio 1 wordt op zondagavond uitgezonden op Eén.

## Toedracht
De titel van de rubriek "Pinanti is Pinanti" is gebaseerd op de uitspraak van de Nederlandse ex-trainer Wim Reijers die begin jaren 80  trainer was van KV Kortrijk. Toen zijn team op zondag 25 september 1983, tijdens de wedstrijd Club Brugge - KV Kortrijk (uitslag 2-2), na een betwiste fout van Ronald Spelbos op Didier Quain een strafschop kreeg toegekend, sprak Reijers in een interview de woorden wat pinanti, hoe pinanti, waar pinanti, pinanti is pinanti! De redactie van Studio 1 op zondag kwam op het idee een penaltycompetitie te noemen naar deze quote, overigens met goedkeuring van Wim.
Zowel voor de eerste als de tweede jaargang van Pinanti is Pinanti vonden de opnames 's nachts plaats in het Koning Boudewijnstadion in Brussel. 
De doelman die twee seizoenen lang alle pinanti's probeerde te stoppen was Philippe Vande Walle. Een voorbeeld voor Vande Walle was Jean-Marie Pfaff die tot de kwartfinale geraakte. Vande Walle maakte van de gelegenheid gebruik om wat tips te vragen aan Pfaff. Vande Walle is naast keepertrainer beheerder van een keeperschool.

## Historiek

### 2005-2006
De rubriek bestaat net als het programma sinds 2005. In het voetbalseizoen 2005-2006 was Pinanti is Pinanti een strafschoppencompetitie tussen huidige topvoetballers. Deelnemers waren onder andere Mbark Boussoufa, Steven Defour en Nicolas Lombaerts. Deze laatste verloor de finale tegen de Rwandese spits van Sint-Truiden, Désiré Mbonabucya. Hij kreeg als prijs een grote strafschopstip en een bos bloemen uit handen van ex-miss België Ann Van Elsen, die van de gelegenheid gebruik maakte om haar voetbalkunstjes aan Vlaanderen te tonen. Mbonabucya had een bijkomend voordeel: "De mensen weten nu eindelijk hoe ze mijn naam moeten uitspreken! Niet embonaboetsia maar eerder mbonaboekia."
Een andere deelnemer in de eerste jaargang van Pinanti is Pinanti was Kristof Snelders. De toenmalige pocketspits van FC Brussels was erg gemotiveerd om het goed te doen in Pinanti is Pinanti. Als enige van alle profs die deelnamen warmde Snellie zich uitgebreid op. Een klein half uur deed hij loop- en stretchoefeningen alvorens zich aan zijn eerste "pinanti" te wagen. Die trapte hij meteen kilometers over. Ondanks de perfecte voorbereiding was het meteen gedaan voor Snelders. Zijn reactie: "Ze noemen mij weleens Snellie. Wel, nu ben ik snellie uit de competitie".

### 2006-2007
In het seizoen 2006-2007, ging Pinanti is Pinanti de nostalgische toer op. Oud-voetballers trokken de voetbalschoenen nog eens aan om elkaar te bekampen in een penaltycompetitie. Luc Millecamps, Rode Duivel in de jaren 70 en 80, was 35 kilogram bijgekomen ("evenveel kilo’s als het aantal interlands dat ik speelde") en hij had alle moeite van de wereld om in zijn SV Waregem-truitje van toen te geraken. Toch scoorde Millecamps één "pinanti". Gilbert van Binst, oud-speler van Anderlecht, had geen zin om tijdens de opnames op zoek te gaan naar de toiletten en verkoos dan maar om op de heilige grasmat van het Koning Boudewijnstadion zijn plasje te doen. Jean-Marie Pfaff droeg een helderblauw keepersoutfit.
De winnaar van deze jaargang werd Raymond Mommens, de Oost-Vlaming die op dat moment hoofd scouting was bij Club Brugge. In de finale versloeg hij Nico Claesen met 3-2. Raymond Mommens is, behalve pinantispecialist ook recordhouder, wat aantal wedstrijden in de eerste klasse betreft, met 614 stuks.

### 2007-2008
Pinanti is Pinanti gooit het dit seizoen over een andere boeg. Ditmaal is de Pinanti is Pinanti Cup een groots opgezette talentenjacht voor jonge voetballertjes. Dit houdt in dat duizenden jeugdspelers die tot de miniemencategorie behoren een hele reeks proeven moeten doorstaan. "Pinanti's" trappen maakt uiteraard een belangrijk onderdeel uit van de proeven. Aan het einde van het seizoen mag één spelertje zich de winnaar noemen van de Pinanti is Pinanti Cup en zich de titel van de "beste jeugdvoetballer van Vlaanderen" toe-eigenen.
Studio 1 organiseerde dit seizoen in samenwerking met vijf Belgische topclubs in elke Vlaamse provincie één groot voetbal- en pinanti-feest. Alle jeugdspelertjes (jongens en meisjes geboren in 1995 en 1996) uit die provincie mochten deelnemen aan zo'n provinciedag. Per provincie bleven er drie jongeren over.  Zij speelden wedstrijden 1 tegen 1 om uit te maken wie de allerbeste miniem van de provincie was.